# درک هاروی
درک هاروی (انگلیسی: Derek J. Harvey؛ زادهٔ ۱ ژانویهٔ ۱۹۷۲) فرد نظامی و عضو سابق شورای امنیت ملی (NSC) در دولت دونالد ترامپ است. وی به عنوان سرهنگ بازنشسته ارتش تجربه‌های زیادی در درگیری‌های خاورمیانه دارد، در فرماندهی تلاش‌های ضد شورش در عراق و افغانستان به عنوان یک مقام کلیدی در فرماندهی مرکزی آمریکا و آژانس اطلاعات ارتش کمک کرده است.

## سمت‌ها
- اولین مدیر مرکز ارزیابی افغانستان-پاکستان در فرماندهی مرکزی آمریکا (سنتکام)
- سرهنگ بازنشسته ارتش ایالات متحده آمریکا
- انتخاب توسط ژنرال دیوید پترائوس برای رهبری سازمان جدید در سال ۲۰۰۹
- یکی از اعضای ارشد اجرایی آژانس اطلاعات جاسوسی
- متخصص ارشد تحلیلی عراق برای پترائوس
- فرمانده نیروهای چند ملیتی-عراق
- مشاور ارشد خاورمیانه رئیس جمهور ترامپ و عضو شورای امنیت ملی (NSC) در دولت دونالد ترامپ

### اطلاع‌رسانی کاخ سفید
کاخ سفید ۲۷ ژوئیه ۲۰۱۷ گفت که درک هاروی، دیگر با شورای امنیت ملی نیست. یک سخنگوی شورای امنیت ملی گفت این افسر بازنشسته اطلاعات ارتش ممکن است در قسمت دیگری از دولت در شغل جدیدی کار کند.

## دیدگاه‌ها
هاروی به عنوان یک تندرو در میان گروهی از مشاوران ترامپ که برای رویه تهاجمی تر علیه ایران فشار می‌آورند و به ترامپ برای دور انداختن توافق هسته‌ای اصرار می‌کنند شناخته می‌شد.
ژنرال دیوید پتریوس هاروی را «افسر اطلاعاتی مورد علاقه» خود می‌نامید.